# Сања Мандић
Сања Мандић (Београд, 14. март 1995) је српска кошаркашица, која тренутно наступа за Слеза Вроцлав. У периоду од 2009–2016 играла је за ЖКК Радивоје Кораћ; од 2016–2018 за ПИК из Печуја, Мађарска а у 2018. за Енерга Торун у Пољској. Висока је 178 центиметара и игра на позицији плејмејкера. Професионалну каријеру је започела 2012 године у Београду, дебитовала је за сениорски тим Радивоја Кораћа у сезони 2008/09. са свега 14 година.
Током каријере проведене са Радивојем Кораћем освојила је три титуле првака Србије (2013/14. 2014/15, 2015/16) у првенству Србије, као и трофеј победника домаћег купа (2013/14) куп Србије (2013/14) и Регионалну лигу (2013/14); све са Радивојем Кораћем.
Играла је финале регионалне лиге 2014/15, када је проглашена за најбољег младог играча у региону.
Са Кораћем је била јуниорски првак Србије у сезонама 2009/10, 2010/11, 2011/12, а друга места у овој категорији је освојала у сезонама 2008/09. и 2013/14. Кадетски је првак државе у сезонама 2010/11, 2011/12, (MVP финалног турнира), пионирски првак 2008/09.
У сезони 2010/11. била је првак Друге лиге са другом екипом Радивоја Кораћа.
Са репрезентацијом је освајала бронзане медаље у јуниорској конкуренцији у Букурешту (Румунија) 2012. године и Вуковару (Хрватска) 2013. године.
У избору портала kosarka24.rs Сања Мандић је изабрана за најбољу играчицу која је наступала у Србији за 2015. годину.
Била је члан сениорске женске кошаркашке репрезентације Србије која је дошла до осмог места на Светском првенству 2014. у Турској.